# اچ‌دی‌ام‌اس لولند (۱۸۱۰)
اچ‌دی‌ام‌اس لولند (۱۸۱۰) (به انگلیسی: HDMS Lolland (1810)) یک کشتی بود که طول آن 98' 8" (Danish) بود. این کشتی در سال ۱۸۱۰ ساخته شد.